# TelecityGroup
 (octobre 2014).
Si vous disposez d'ouvrages ou d'articles de référence ou si vous connaissez des sites web de qualité traitant du thème abordé ici, merci de compléter l'article en donnant les références utiles à sa vérifiabilité et en les liant à la section « Notes et références ».
TelecityGroup (antérieurement TelecityRedbus) était une entreprise britannique gérant des centres de données en Europe, née à la suite de la fusion entre Telecity et Redbus Interhouse, avant d'être finalement rachetée par Equinix en 2016.  
TelecityGroup permet d'héberger des serveurs et équipements soit dans des baies mutualisées ou non, soit dans une suite privative (zone grillagée ou séparée comportant de nombreuses baies), et accueille plusieurs points d'échange Internet (IXP) permettant aux opérateurs de faire du peering. 
TelecityGroup, dont le siège est situé à Londres, gère 22 centres de données localisés dans certains des principaux centres d’affaires européens. Coté à la Bourse de Londres, il a fait partie de l'indice FTSE 250 jusqu'à son rachat.

## Histoire
Son premier centre de données est situé dans les Docklands, à Londres.
En 2006, TeleCity, possédant de nombreux centres de données, et Redbus Interhouse (créé en 1998 par le fondateur de Demon Internet, Cliff Stanford) ont fusionné pour devenir le principal fournisseur de services managés en centres d'hébergement.
En février 2015, TeleCity lance une offre d'acquisition sur Interxion, une entreprise néerlandaise de gestion de centres de données, pour 2,2 milliards de dollars. Mais en mai 2015, Equinix dépose une offre de rachat sur TeleCity pour 2,3 milliards de livres, notamment en vue d'empêcher l'acquisition précédente qui aurait fait naitre en Europe un concurrent important pour Equinix,, rachat qui sera finalisé en janvier 2016 .

## Liste des centres de données de TelecityGroup
TelecityGroup exploite des centre de données à :
- Amsterdam Gyroscoopweg
- Amsterdam Zuidoost
- Amsterdam Science Park
- Dublin
- Francfort Lyoner Strasse
- Francfort Gutleutstrasse
- Londres Harbour Exchange
- Londres Sovereign House
- Londres Meridian Gate
- Londres Bonnington House
- Manchester
- Milan
- Paris Courbevoie
- Paris Aubervilliers
- Condorcet, Paris
- Stockholm Bromma
- Stockholm Skondal

## Centre de données du groupe en France

### Paris 1 / Aubervilliers Victor Hugo
Ce centre de données est situé dans le parc Entrepôts et Magasins généraux de Paris (EMGP) à Aubervilliers.

### Paris 3 / Aubervilliers Condorcet
Premier site de nouvelle génération[pas clair], Condorcet a ouvert ses portes fin 2009.
Il a été conçu conformément aux standards internationaux offrant un cadre permettant de mettre en œuvre un système de gestion environnementale[réf. souhaitée].
Des principes de conception éco-énergétique ont été utilisés pour construire le bâtiment, ainsi que des technologies de climatisation par free cooling et des systèmes intelligents et sophistiqués de conditionnement d’air, afin de réduire le gaspillage d’énergie. En outre, les multiples options de connectivité disponibles sur site sont enrichies par la connectivité à France-IX et SFINX, qui offrent aux clients des options de peering national et international et de connectivité Internet.
En partenariat avec l'Institut national de la recherche agronomique et la Société Forestière-CDC, TelecityGroup a installé un arboretum du changement climatique au sein de son nouveau centre de données. La chaleur produite par le site est réutilisée pour recréer des conditions climatiques méditerranéennes. Les scientifiques pourront accéder à cet arboretum et en suivre l'évolution.
Concorcet est situé au nord de Paris, près du site existant d’Aubervilliers.